# Rudolf Seiters
Rudolf Seiters, né à Osnabrück le 13 octobre 1937, est un homme politique allemand membre de l'Union chrétienne-démocrate d'Allemagne (CDU).
Député fédéral de Basse-Saxe entre 1969 et 2002, il est Directeur de la chancellerie fédérale entre 1989 et 1991, ministre fédéral de l'Intérieur entre 1991 et 1993, et vice-président du Bundestag entre 1998 et 2002.

## Biographie

### Jeunesse et premiers engagements
Il adhère à l'Union chrétienne-démocrate d'Allemagne et à son organisation de jeunesse, la Junge Union (JU), en 1958. Il obtient son Abitur en 1959 et entre à l'université de Münster pour y étudier le droit. En 1963, il passe son premier diplôme juridique d'État, puis effectue son stage dans un tribunal.
Cette même année, il est élu président de la JU dans la région Osnabrück-Pays de l'Ems. Il renonce à ce poste en 1965, lorsqu'il prend la présidence de la fédération de Hanovre.

### Vie professionnelle et ascension politique
Il obtient son second diplôme juridique en 1967. Il devient en 1968 conseiller juridique et président de la JU de Basse-Saxe.
Aux élections fédérales du 28 septembre 1969, à seulement 31 ans, il est élu député fédéral de Basse-Saxe au Bundestag en remportant 66,5 % des voix dans la vingt-sixième circonscription fédérale. Désigné en 1971 secrétaire général adjoint du groupe parlementaire CDU/CSU, alors dans l'opposition, il abandonne la présidence régionale de la JU et entre au comité directeur fédéral du parti pour deux ans.
Il est réélu aux élections de 1972 avec 62,1 % des suffrages. Il devient ensuite vice-président de la CDU de Basse-Saxe. Après le scrutin de 1976, au cours duquel il conserve son siège avec 62,2 % des voix, il perd ses fonctions au sein du groupe.
À la suite d'un redécoupage électoral, il se présente aux élections fédérales de 1980 dans la vingt-cinquième circonscription et conserve son mandat avec 51 % des suffrages. Au mois d'octobre 1982, alors que les chrétiens-démocrates retrouvent le pouvoir, il retrouve un poste de secrétaire général adjoint. Réélu aux élections anticipées de 1983 par un score de 56,8 %, il est maintenu dans ses fonctions.
Il est choisi en novembre 1984 comme nouveau secrétaire général du groupe CDU/CSU au Bundestag en remplacement de Wolfgang Schäuble. Les élections de 1987 le voient réélu avec 51,3 % et reconduit à son poste parlementaire.

### Un proche d'Helmut Kohl
Il renonce à cette fonction le 21 avril 1989, lorsqu'il est nommé directeur de la chancellerie fédérale et ministre fédéral avec attributions spéciales par Helmut Kohl, succédant à Schäuble.
Quelques mois plus tard, il participe aux négociations sur le sort des est-allemands réfugiés à Prague et finalement autorisés à émigrer en Allemagne de l'Ouest. Aux élections fédérales de 1990, il est réélu pour un septième mandat avec 56,6 % des voix.
Le 26 novembre 1991, Rudolf Seiters devient ministre fédéral de l'Intérieur, prenant encore une fois la suite de Schäuble. Au congrès fédéral de la CDU en octobre 1992 à Düsseldorf, il est élu membre de la présidence fédérale.
Il démissionne du gouvernement vingt mois après sa nomination, le 7 juillet 1993. Dix jours plus tôt en effet, une opération policière avait causé la mort d'un policier membre de l'unité d'élite  GSG 9 et d'un terroriste de Fraction armée rouge (RAF). Il décide alors d'en assumer la responsabilité.

### Fin de parcours
À la suite des élections fédérales de 1994, durant lesquelles il conserve sa circonscription avec un résultat de 56,7 % des suffrages, il est choisi comme vice-président du groupe parlementaire. Réélu une dernière fois aux élections de 1998 avec 49,4 % des voix, soit son premier score sous la majorité absolue depuis 1969, il est élu le 26 octobre 1998 vice-président du Bundestag, désormais présidé par le social-démocrate Wolfgang Thierse. Cette même année, il quitte la présidence fédérale du parti et sa vice-présidence de la fédération de Basse-Saxe.
Il ne se représente pas aux élections de 2002, sa circonscription étant reprise par Gitta Connemann, 38 ans, issue de la CDU. En 2003, il est porté à la présidence de la Croix-Rouge allemande.

### Vie privée
Marié et père de trois filles, Rudolf Seiters vit aujourd'hui à Papenburg.

## Annexe